# Arachnis flos-aeris
Arachnis flos-aeris är en orkidéart som först beskrevs av Carl von Linné, och fick sitt nu gällande namn av Heinrich Gustav Reichenbach. Arachnis flos-aeris ingår i släktet Arachnis och familjen orkidéer.

## Underarter
Arten delas in i följande underarter:
- A. f. flos-aeris
- A. f. gracilis

## Bildgalleri

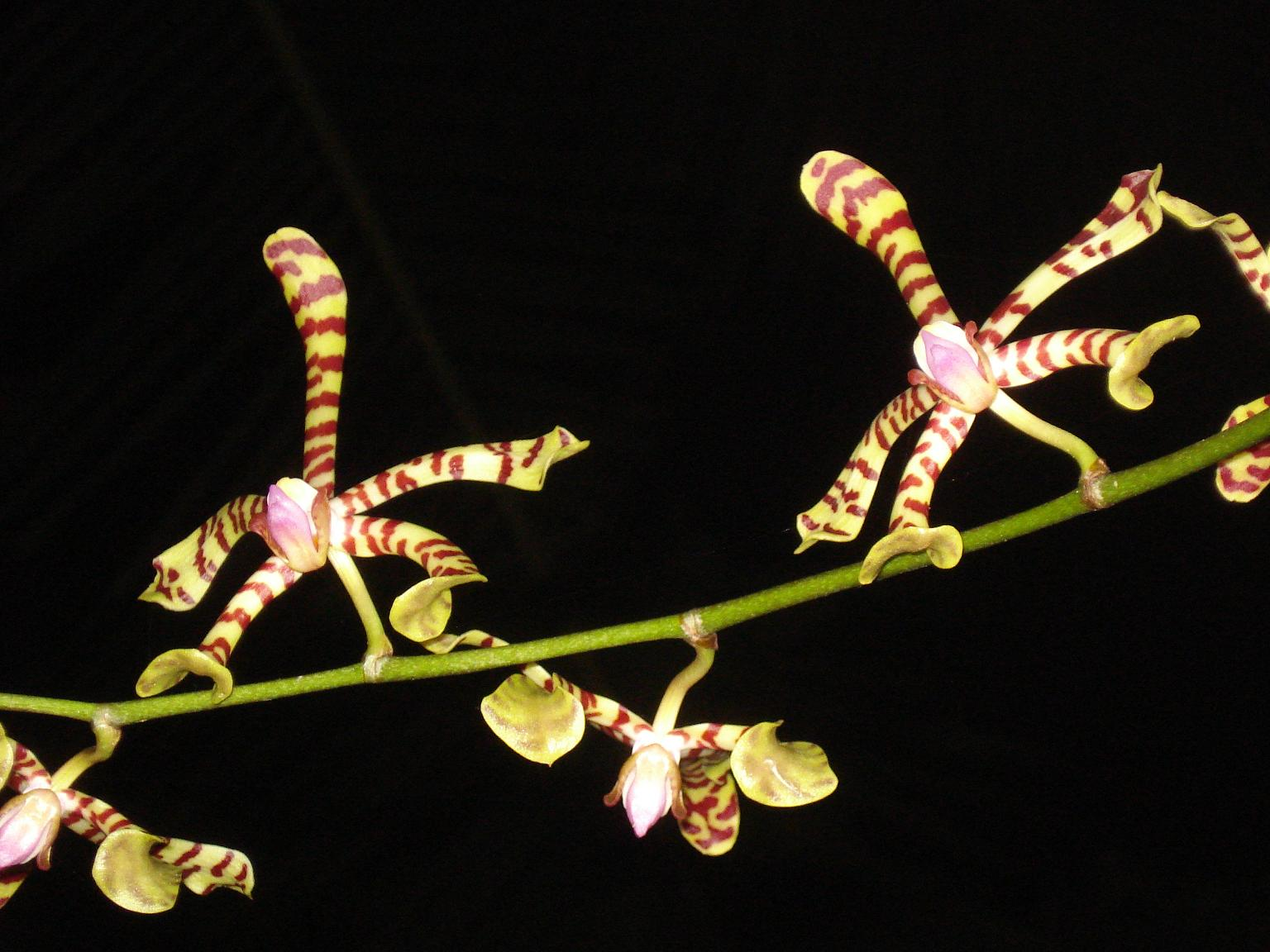
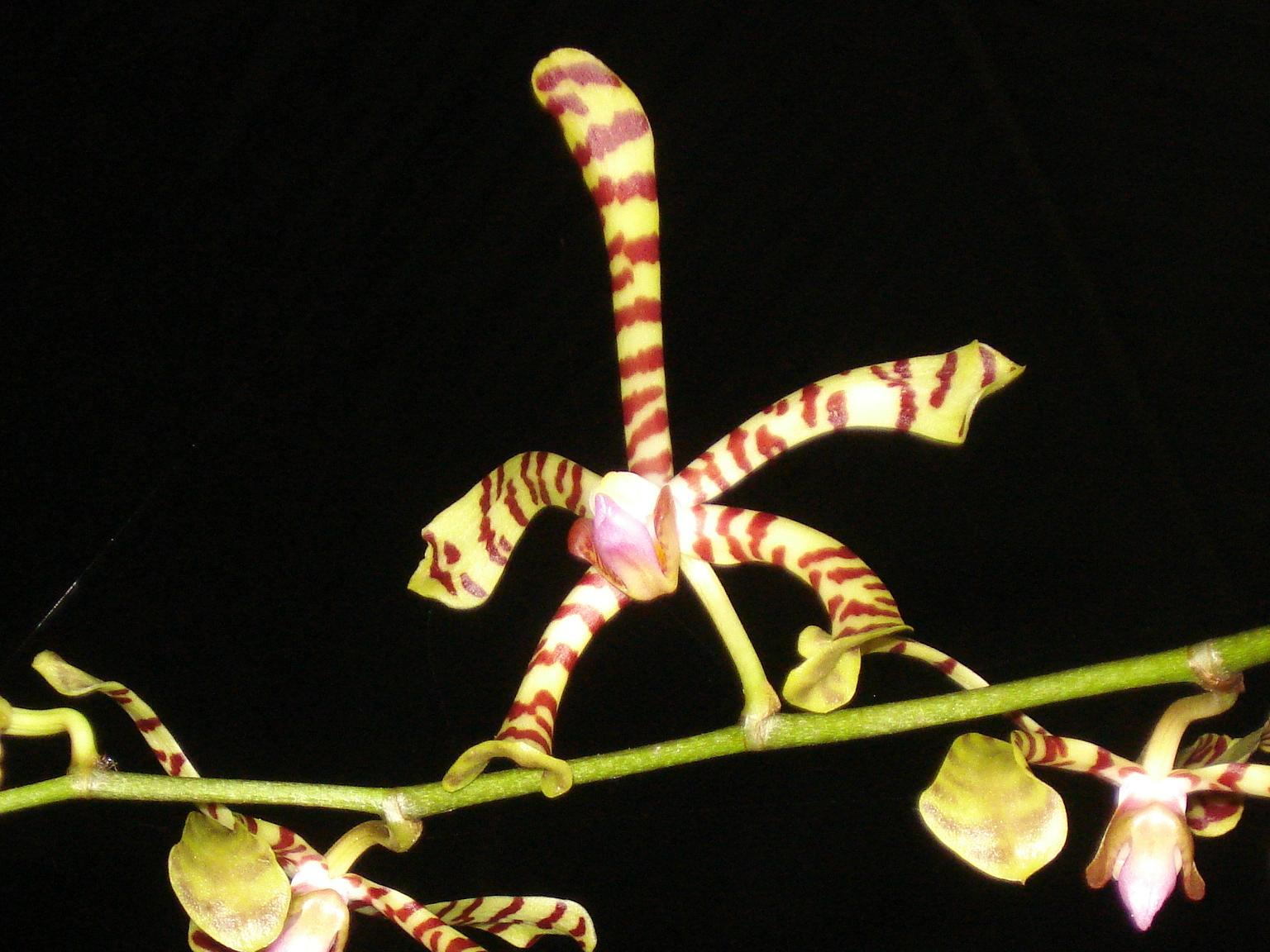
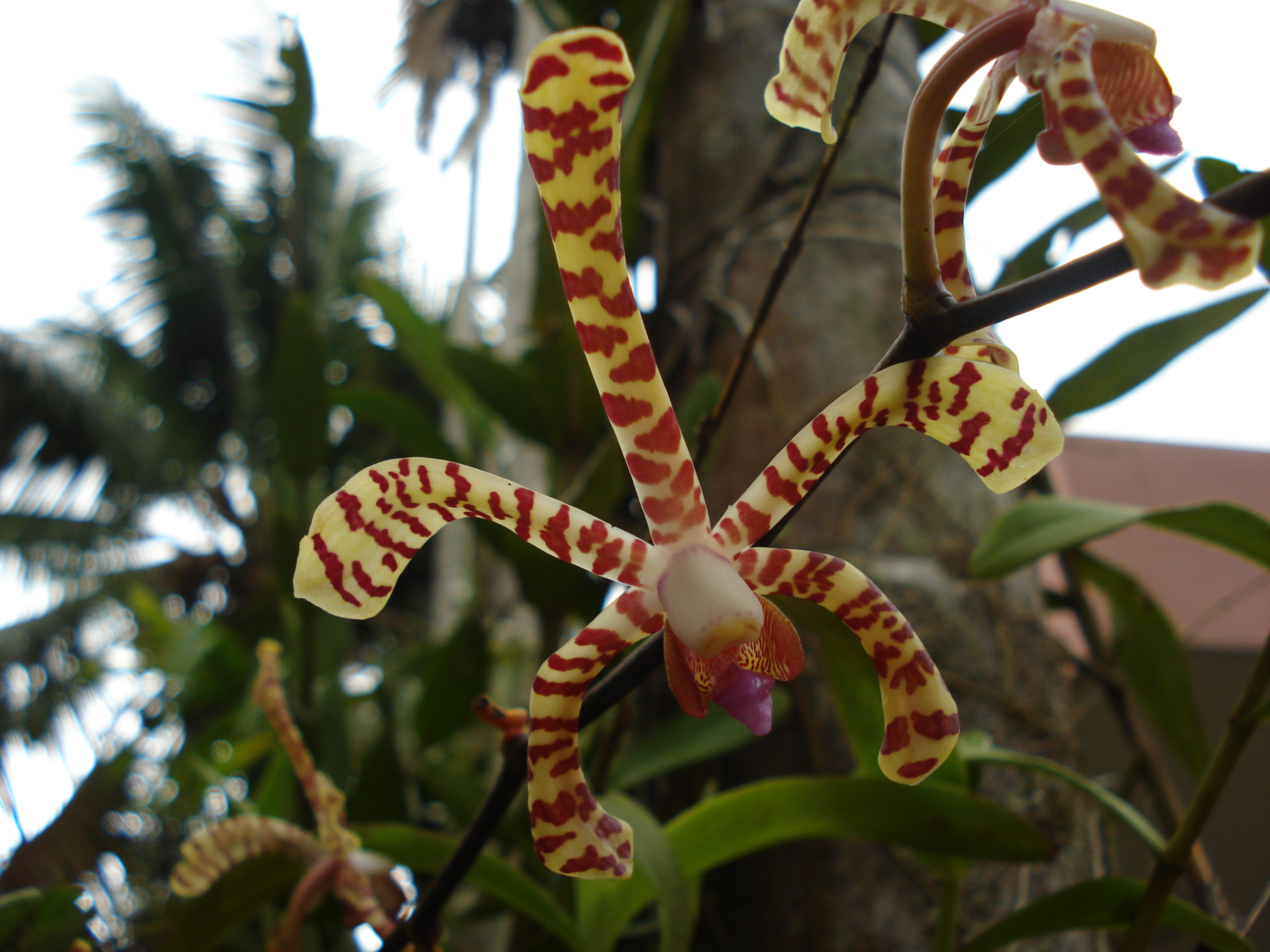
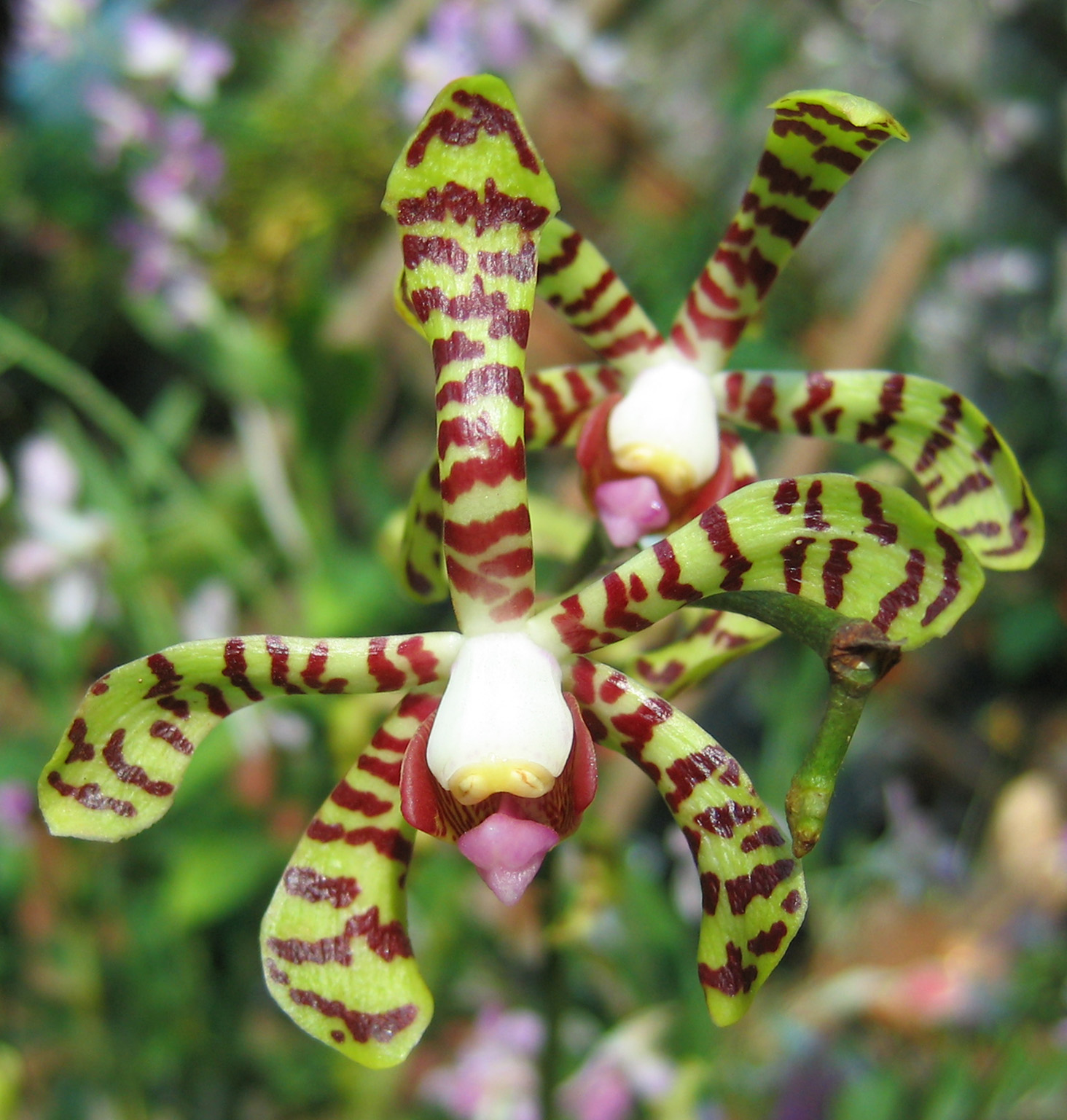
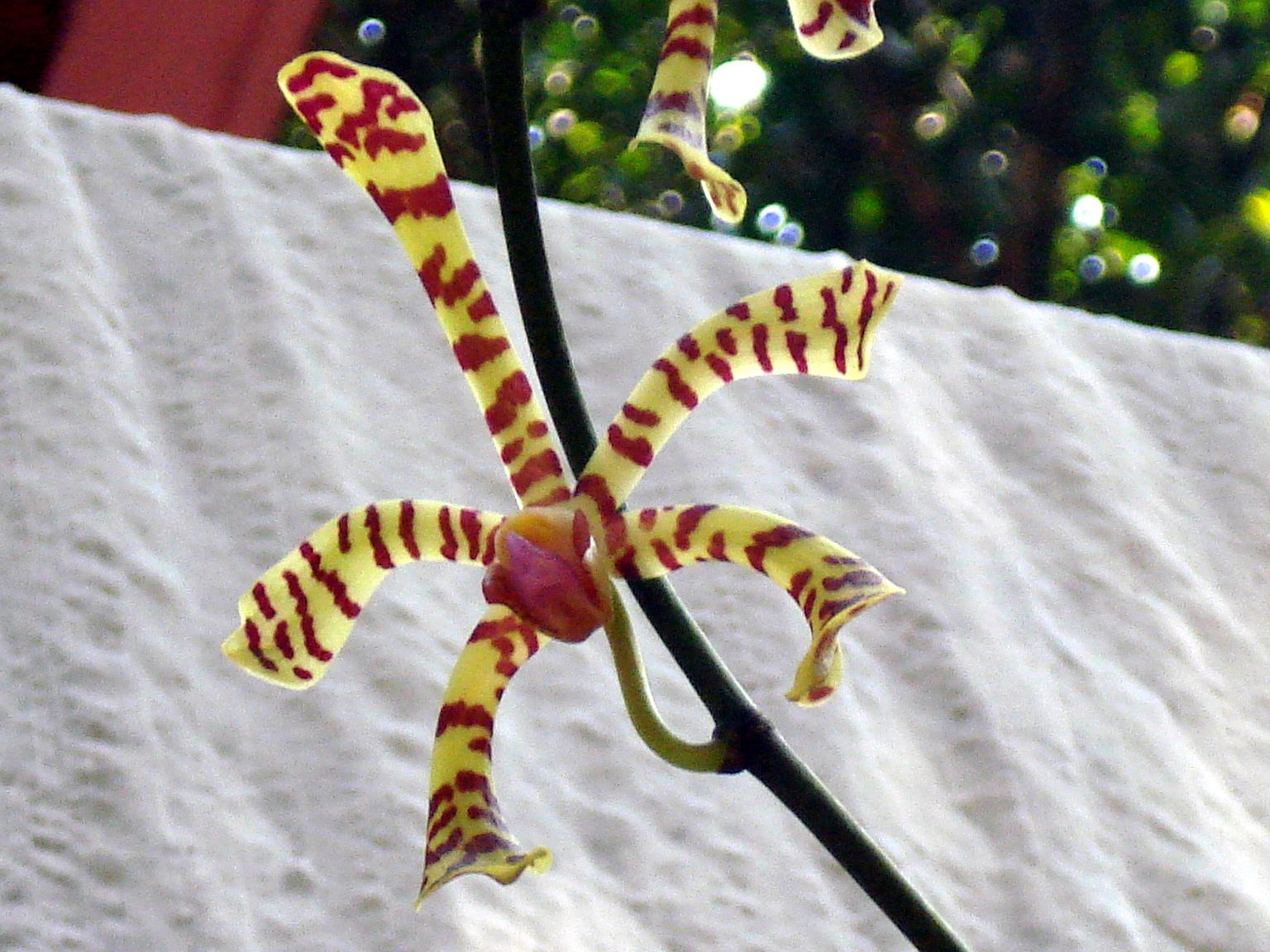